# Páli-Vadosfa megállóhely
Páli-Vadosfa megállóhely egy Győr-Moson-Sopron vármegyei vasúti megállóhely Vadosfa településen, a GYSEV üzemeltetésében.
A település közigazgatási területének déli széle közelében helyezkedik el, alig száz méterre Vadosfa, Beled és Magyarkeresztúr hármashatárától. Vadosfa lakott területétől bő 1 kilométerre délkeletre fekszik, a közvetlenül mellette húzódó 8607-es út vasúti keresztezésénél – közúti elérését is az az út biztosítja –, a másik névadó község, Páli központjától ellenben csaknem 4 kilométerre található északnyugati irányban.
Az áthaladó személyvonatok csak akkor állnak meg a megállóhelyen, ha van le- vagy felszálló utas.

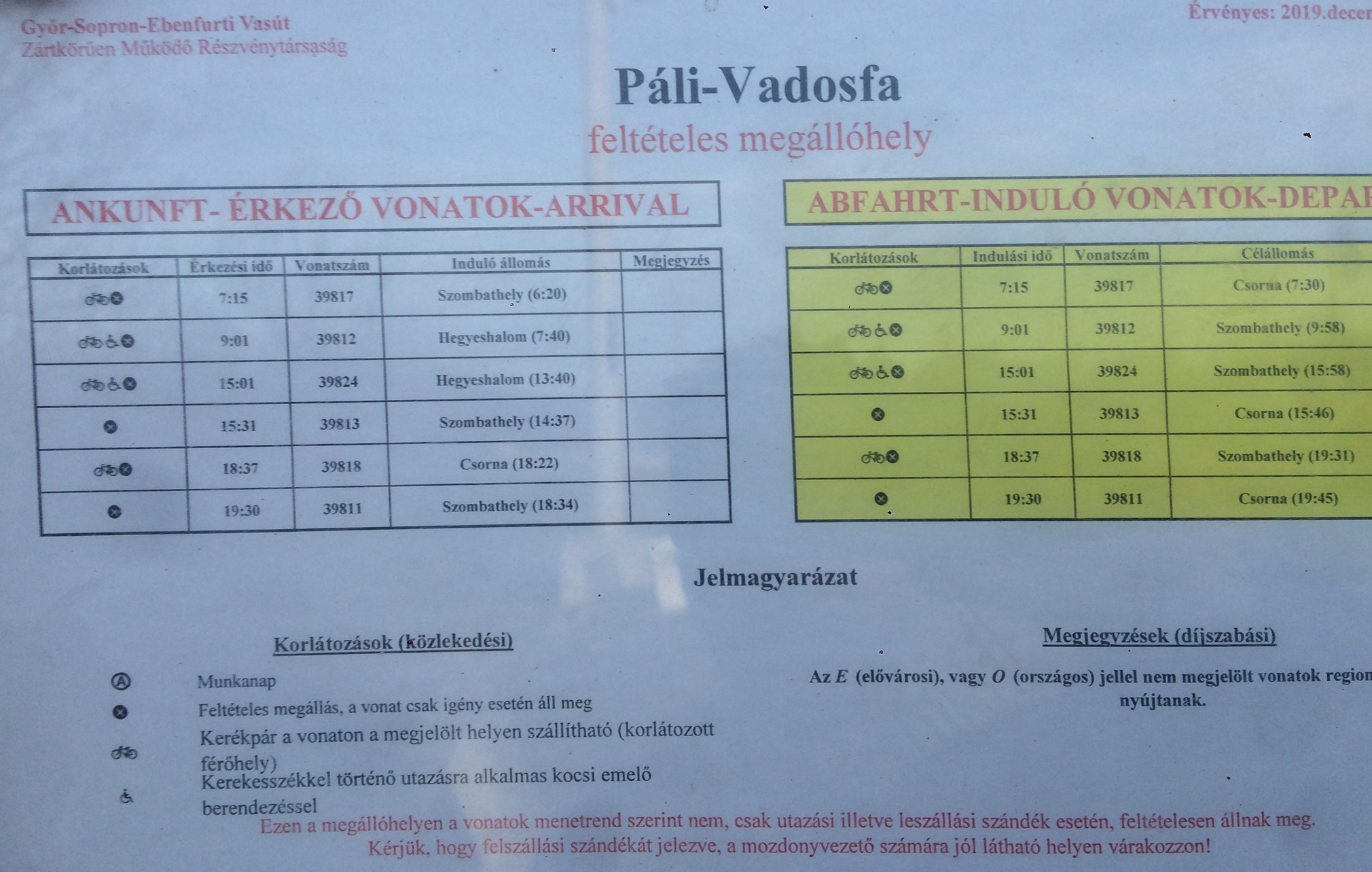
Vadosfai menetrend.

## Vasútvonalak
A megállóhelyet az alábbi vasútvonalak érintik:
- Hegyeshalom–Porpác-vasútvonal

## Kapcsolódó állomások
A megállóhelyhez az alábbi állomások vannak a legközelebb:
- Vica megállóhely (Hegyeshalom–Porpác-vasútvonal)
- Magyarkeresztúr-Zsebeháza megállóhely (Hegyeshalom–Porpác-vasútvonal)

## Forgalom
| Járat        | Útvonal | Gyakoriság                                  |
| ------------ | --- | ------------------------------------------- |
| személyvonat | Szombathely – Vép – Porpác – Ölbő-Alsószeleste – Pósfa – Hegyfalu – Vasegerszeg – Vámoscsalád – Répcelak – Csánig (– Dénesfa) – Beled – Vica (– Páli-Vadosfa) – Magyarkeresztúr-Zsebeháza – Szil-Sopronnémeti – Csorna                                                                       | Napi 3 Csorna felé, napi 1 Szombathely felé |
| személyvonat | Szombathely – Vép – Porpác – Ölbő-Alsószeleste – Pósfa – Hegyfalu – Vasegerszeg – Vámoscsalád – Répcelak – Csánig (← Dénesfa) – Beled – Vica (← Páli-Vadosfa) – Magyarkeresztúr-Zsebeháza – Szil-Sopronnémeti – Csorna – Bősárkány – Hanságliget – Jánossomorja – Mosonszolnok – Hegyeshalom | Napi 2 Szombathely felé                     |